# Santo Expedito do Sul
Santo Expedito do Sul est une municipalité brésilienne située dans l'État du Rio Grande do Sul.